# Société de rhéologie
La Société de rhéologie (Society of Rheology) est une société professionnelle américaine créée en décembre 1929 pour représenter les scientifiques et technologues travaillant dans le domaine de la rhéologie, la science de la déformation et de l'écoulement de la matière. 
La société compte un nombre de membres de l'ordre de 1 700 et organise des réunions au moins une fois par an pour discuter de sujets d'intérêt commun. La Société publie des articles scientifiques et techniques dans le domaine de la rhéologie dans son propre Journal of Rheology et décerne un certain nombre de prix annuels pour reconnaître et encourager les recherches réussies.
La société est l'un des membres fondateurs de l'American Institute of Physics et elle est également membre du Comité international de rhéologie, qui organise un congrès international sur le sujet tous les quatre ans.

## Publications
Le Journal of Rheology est publié tous les deux mois pour la société par l'American Institute of Physics et comprend des articles sur le thème de la rhéologie. Il est initialement créé en 1957 sous la forme d'une publication annuelle intitulée Transactions of The Society of Rheology.
Le Rheology Bulletin est publié deux fois par an sous forme de bulletin d'information.

## Prix
La médaille Bingham est décernée chaque année à une personne qui apporte une contribution exceptionnelle à la science de la rhéologie. 
Le prix Arthur B. Metzner de début de carrière est décerné, au maximum chaque année, à un jeune qui se distingue dans la recherche rhéologique, la pratique rhéologique ou les services rendus à la rhéologie. Parmi ses lauréats figure Arezoo Ardekani.
Le Prix pour service distingué est décerné rarement, à la discrétion du comité exécutif, pour reconnaître un service exceptionnel rendu à la Société.

### Fonds d'archives
- Archives de la Society of Rheology, 1924-1997, bibliothèque et archives Niels Bohr
- Ajout aux archives de la Society of Rheology, 1975-2010, Bibliothèque et archives Niels Bohr
- Publications diverses de la Société de rhéologie, 1958-2016, Bibliothèque et archives Niels Bohr